# Varen'ka Olesova
Varen'ka Olesova è un romanzo breve del 1898 dello scrittore russo Maksim Gor'kij.

## Trama
Ippolit Sergeevič Polcanov, libero docente all'università, riceve una lettera della sorella Elisabetta Sergeevna, che chiede il suo aiuto in seguito alla morte del marito.

Scoprirà che la sorella non ha bisogno di consolazione per la perdita del coniuge, che non amava, ma di consigli per tutelare i propri interessi sull'eredità e in vista del matrimonio con Bencovski, più giovane di cinque anni.
La casa di Elisabetta è frequentata da Varenka Olessova, una giovane bella e originale, che incuriosisce e attrae Ippolit, fino a fargli perdere la testa.

Durante le passeggiate nei boschi e le gite in barca, Ippolit cerca di insegnare princìpi più nobili a Varenka, che si nutre di romanzi di avventure, ma la ragazza lo sorprende ogni volta con la sua logica e il suo modo di ragionare.

Alcune volte sono accompagnati dalla giovane cameriera Mascia e dal servo Gregorio, innamorati che non possono sposarsi senza il consenso della padrona Elisabetta.
Elisabetta e Ippolit accettano l'invito di una visita presso la residenza di Varenka, che vive con una vecchia zia e il padre, il colonnello Olessov, alcolizzato e ridotto su una poltrona. La giornata scorre tranquilla, ma sul tardi arriva un forte temporale, che li costringe a pernottare da loro.

Ippolit va nella sua camera, ma non riesce a dormire, spera in una visita di Varenka e all'alba ode dei passi, si apre la porta ed entra nella sua camera la vecchia cameriera che deve spazzolare il suo vestito. Egli esce nel parco e cammina sconvolto, quando scorge Varenka che fa il bagno sulla riva del fiume. Appena lei si avvede della sua presenza, gli ordina di allontanarsi e, al suo rifiuto, si tuffa nell'acqua. Ippolit, quasi in ginocchio, la chiama e a questo punto lei esce dal fiume, gli va incontro, non per rispondere al suo abbraccio, ma per percuoterlo più volte sul viso con qualcosa di pesante e di bagnato, fino a farlo cadere sulla schiena. «E ora tornerete a casa così come siete, sporco e bagnato. Non avete vergogna?» dice Varenka. Poi gli fa un gesto di addio con la mano e sparisce rapidamente tra gli alberi. «Perdonatemi!» implora Ippolit e resta seduto, appoggiato ad un albero, guardando con aria ottusa le acque che scorrono lentamente, molto lentamente.

## Edizioni
- Massimo Gorki, Varenka Olessova, traduzione integrale dal russo di M. Karklina Rakovska, collana Scrittori italiani e stranieri, N. 9, Milano, Società Anonima Edizioni "Delta", 1929,  pp. 160 (solo il romanzo).